# Monte San Mauro (Sardegna)
Il   Monte San Mauro è un rilievo montuoso di m 501 situato interamente in territorio di Gesico, Suelli nella Sardegna meridionale. In virtù di un riconosciuto pregio ambientale è oggetto di tutela come sito di importanza comunitaria (SIC) istituito sulla base della direttiva comunitaria "Habitat" (n. 92/43/CEE)  e fa parte della rete ecologica Natura 2000. 
Caratterizzato da una forma tronco-conica da cui si dominano tutta la Trexenta e buona parte della Marmilla e del Campidano, ospita sulla vetta la chiesa campestre di San Mauro.